# Лясково (Смолянська область)
Ля́сково (болг. Лясково) — село в Смолянській області Болгарії. Входить до складу общини Девин.

## Населення
За даними перепису населення 2011 року у селі проживали 820 осіб.
Національний склад населення села:
| Національність   | Кількість осіб | Відсоток |
| ---------------- | -------------- | -------- |
| болгари          | 670            | 98,8%    |
| не визначились   | 7              | 1,0%     |
| Всього відповіли | 678            |          |

Розподіл населення за віком у 2011 році:
Динаміка населення: